# Ira D. Sankey
Ira D. Sankey (28 agosto 1840 – Brooklyn, 13 agosto 1908) è stato un compositore e cantante statunitense.
Il suo nome viene spesso associato a quello dell'evangelista Dwight L. Moody.

## Biografia
Sposò nel settembre del 1863 Fanny V. Edwards ed ebbe tre figli.
Nel 1883 Sankey e Moody visitano assieme la Gran Bretagna; durante la sua vita compose più di 1200 canzoni. Dal 1895 al 1908 divenne presidente di alcune importanti case editrici. Negli ultimi anni di vita venne colpito da un glaucoma. Morì nel 1908, il 13 agosto, a Brooklyn.
Venne premiato nel 1980 per i suoi capolavori musicali: fu incluso nel Gospel Music Hall of Fame e nel Christian Music Hall of Fame nel 2007.